# Tributní album
Tributní album či tributové album, česky pocta či oslavné album, je pojem často používaný pro album nahrané na počest nějakého hudebníka, nejčastěji zpěváka, popř. na počest nějaké hudební skupiny. Skládá se převážně z převzatých skladeb tohoto hudebníka, popř. skupiny, nahraných jinými hudebníky (tzv. coververzí). V češtině se též používá výraz tribute album, shodný s anglickým.
Příkladem tributního alba je např. deska Ahoj, Tvůj Petr – vzpomínka na Petra Nováka, kde písničky Petra Nováka zpívají Aleš Brichta, Petr Janda, Miroslav Žbirka, Michal Prokop, David Koller, Karel Kahovec aj.
Příklady ze zahraničí jsou třeba: Killer Queen: A Tribute to Queen, Lost in the Stars: The Music of Kurt Weill, Fifteen Minutes: A Tribute to The Velvet Underground.
Jako tribute album bývá také někdy označováno album nahrané samotným hudebníkem, ale vydané až po jeho smrti, např. Frank Zappa Plays the Music of Frank Zappa: A Memorial Tribute.